# Kopciowice
Kopciowice est une localité polonaise de la gmina de Chełm Śląski, située dans le powiat de Bieruń-Lędziny en voïvodie de Silésie.